# Slovenské Ďarmoty
Slovenské Ďarmoty (ungarisch Tótgyarmat) ist eine Gemeinde in der Mittelslowakei. Sie liegt im Juhoslovenská kotlina beim Zusammenfluss der Flüsse Krtíš und Ipeľ an der Grenze zu Ungarn (Balassagyarmat). Die nächstgelegenen slowakischen Städte sind Veľký Krtíš (15 km) und Šahy (30 km).

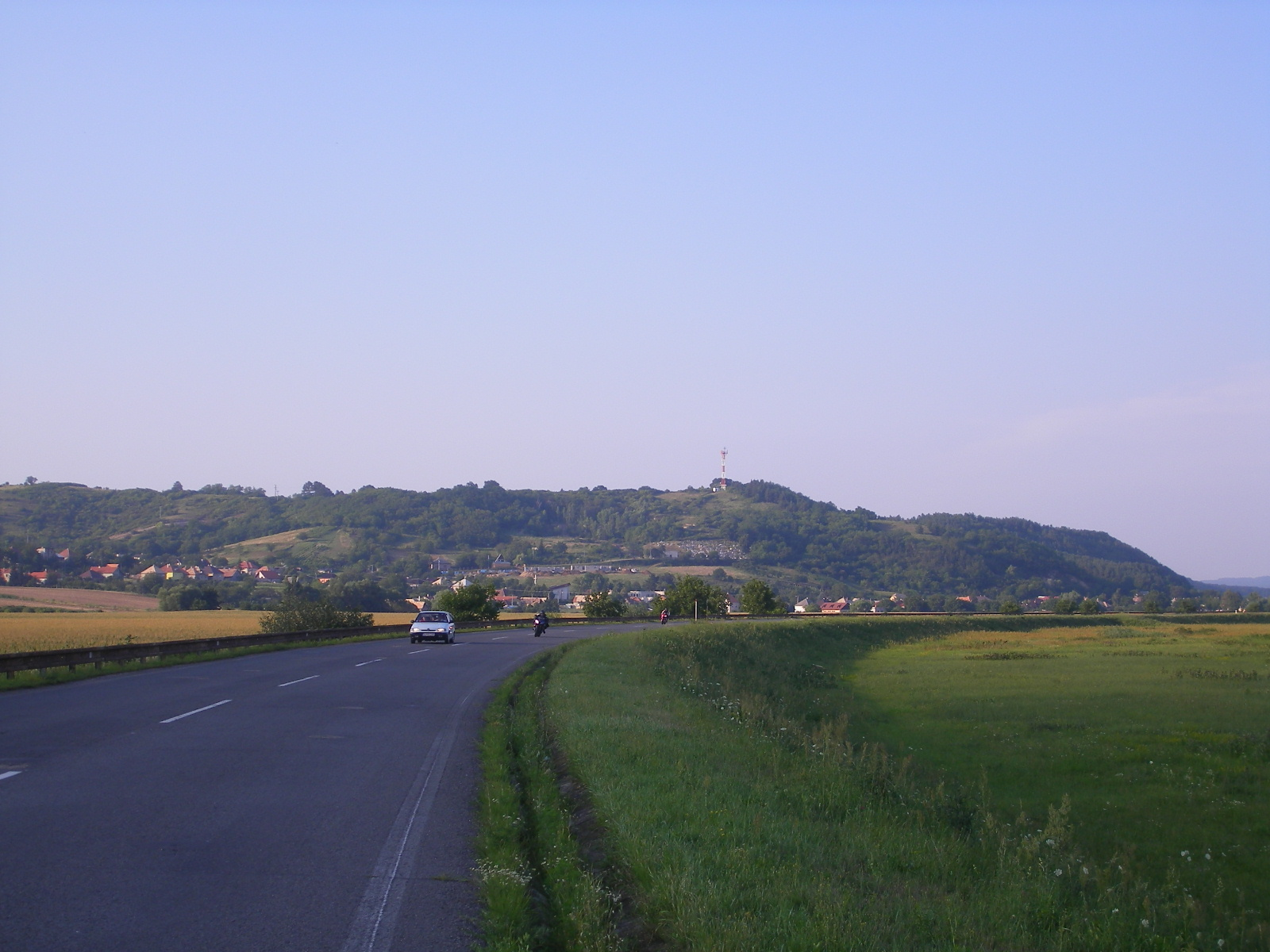
Blick vom Westen aus

Die Gemeinde entstand 1919/20 nach dem Zerfall des Königreichs Ungarn, als die Grenze zwischen der neu entstandenen Tschechoslowakei und Ungarn am Fluss Ipeľ festgelegt wurde. Sie wurde aus dem nördlichen Stadtteil Újtelep und den Siedlungen Iliašov und Cerina der ungarischen Stadt Balassagyarmat gebildet.
Von 1938 bis 1945 war sie als Folge des Ersten Wiener Schiedsspruches, als die Südslowakei zu Ungarn kam, noch einmal Teil der Stadt Balassagyarmat. Seit 1993 ist die Gemeinde ein Teil der heutigen Slowakei. Die Grenzkontrollen sind im Jahr 2007 weggefallen, als die Slowakei und Ungarn dem Schengen-Raum beitraten.
Zur Gemeinde gehört auch der Gemeindeteil Iliašov (erste urkundliche Erwähnung war 1323 als Elyasfolua). Im Ort gibt es eine Kirche, die dem Heiligen Emmerich geweiht ist, aus dem Jahr 1993.

## Bevölkerung
| Jahr                | 1994 | 2004    | 2014    | 2024     |
| ------------------- | ---- | ------- | ------- | -------- |
| Anzahl der Personen | 611  | 553     | 570     | 500      |
| Unterschied         |      | −9,49 % | +3,07 % | −12,28 % |

| Jahr                | 2023 | 2024    |
| ------------------- | ---- | ------- |
| Anzahl der Personen | 493  | 500     |
| Unterschied         |      | +1,41 % |

## Bevölkerungsstruktur
Die Bevölkerung hat eine slowakische Mehrheit (79,1 %) gegenüber den ungarischen (19,2 %), Roma- und tschechischen (beide <1 %) Minderheiten. 81 % bzw. 15 % der Einwohner gaben als Konfession römisch-katholisch respektive evangelisch an.